# Jodi Willis-Roberts
Jodi Glenda Willis-Roberts, OAM (nascida em 24 de abril de 1967) é uma atleta e jogadora paralímpica australiana de golbol. Ela tem deficiência visual.

## Biografia
Willis-Roberts nasceu no subúrbio melbourniano de Preston. Competiu pela primeira vez nos Jogos Paralímpicos de Verão de 1988 em Seul, com a seleção feminina da Austrália de golbol, onde ficou com a sétima colocação. Mudou-se para o atletismo e disputou o Campeonato Mundial de 1990 e os Jogos para Deficientes em Assen, nos Países Baixos, conquistando a medalha de bronze no arremesso de peso feminino B2. Nos Jogos Paralímpicos de Barcelona, em 1992, obteve a medalha de ouro na prova do arremesso de peso B2, pelo qual foi condecorada com a medalha da Ordem da Austrália, e a de prata na prova do arremesso de disco B2; também disputou pela seleção da Austrália de golbol, onde ficou em sétimo, e no arremesso de dardo, na categoria B1. Em 1995, disputou o mundial de levantamento de peso básico. Em Atlanta 1996, obteve a medalha de prata no arremesso de peso F10–11 e disputou a prova do arremesso de disco. Em 2000, conquistou a medalha australiana dos esportes. Naquele ano, ela competiu na Paralimpíada de Sydney, em 2000, onde obteve a medalha de ouro no arremesso de peso F12 e a de bronze no arremesso de disco. Em Atenas 2004, conquistou a medalha de bronze no arremesso de peso F12 e disputou a prova do arremesso de disco F13. Competiu nos Jogos Olímpicos de Verão de 2008, em Pequim, onde foi medalha de bronze no arremesso de peso F12–13. Em 2011, integrou a seleção nacional de golbol que terminou em sexto lugar no Campeonato Mundial de Golbol da IBSA.